# Caudéran
Caudéran est une ancienne commune de la Gironde formée autour du bourg de Saint-Amand au XIXe siècle, devenue en 1965 un quartier officiel de Bordeaux.

## Toponymie
Les formes très anciennes du nom de Caudéran ne sont pas connues. À partir du XVIIIe siècle, on relève les attestations Cauderan 1709, Caudeiran 1752, Caudeyran 1764, Caudéran 1793 , Cauderan (1820-1866).
L'origine de ce toponyme ne fait pas totalement l'unanimité parmi les spécialistes. L'explication retenue par la majorité d'entre eux est celle qui fut proposée en son temps par Albert Dauzat : il s'agirait d'une formation gallo-romaine en -anum reposant sur le nom de personne hypothétique *Caldarius, d'où implicitement l'étymon gallo-roman *CALDARIANU « (le domaine) de *Caldarius ». C'est l'analyse qui figure également, quoiqu'avec prudence, chez Ernest Nègre qui voit plutôt dans l'anthroponyme *Calderius un sobriquet signifiant « échauffé ». Elle est actuellement reprise par Michel Morvan, puis plus dubitativement par Bénédicte Boyrie-Fénié et Jean-Jacques Fénié.
Il est à noter que Marie-Thérèse Morlet, la disciple d'Albert Dauzat, n'inclut pas le nom de Caudéran dans son ouvrage sur les noms de personnes contenus dans les noms de lieux, rejet implicite de cette explication.
Le nom est passé à la Caudéran, l'une des trois rivières de Bordeaux. Caudéran fut également, au début du XIXe siècle, le surnom héréditaire d'une branche illustre de la famille Duvigneau du domaine de Certes (XVIe siècle) du bassin d'Arcachon.

## Situation
Ancienne banlieue « chic » de Bordeaux (surnommé le « Neuilly bordelais »), le quartier est situé à l'ouest de la commune, côté extra-muros des boulevards. Il comprenait de nombreux hameaux lors de sa création jusqu'à l'achat des terrains par des riches bourgeois de Bordeaux.
Caudéran est riche en échoppes et chartreuses jouxtant de nombreux pavillons et immeubles.

## Histoire
Sous l'Ancien Régime, la paroisse de Caudéran, province de Guyenne, était associée à celle du Bouscat. Elle relevait des diocèse, parlement, intendance et élection de Bordeaux, et de la juridiction de Vayres. On y comptait 216 feux en 1709, et 457 au milieu du XVIIIe siècle.
De 1919 à 1947 a existé au 39 avenue de Saint-Amand, à l'emplacement de l'ex-poterie ou faïencerie Caffin active de 1897 à 1900, la faïencerie « Céramique d'art de Bordeaux » (CAB), créée par Jean Mérillon (Bordeaux, 1851 - Ciboure, 1924), petit-fils du faïencier Boyer, créateur en 1765 d'une des premières faïenceries bordelaises — profitant de la fin en 1762 du privilège de la fabrique Hustin — qui disparut en 1850. Mérillon s'associa à Georges Boubès (adjoint au maire de Bordeaux), Alfred Schÿler (négociant) et Henry Frugès (industriel sucrier), et travailla avec le célèbre Primavera, le premier atelier d'art du Printemps de Paris), créé en 1912 par René Quilleré et son épouse.
La commune fut en partie démembrée au profit de celle de Bordeaux en 1865 pour aménager les boulevards. Elle a été entièrement annexée à la commune de Bordeaux le 22 février 1965 par son dernier maire Armand Faulat et le maire de Bordeaux Jacques Chaban-Delmas.
En son cimetière des Pins-Francs a été inhumé le compositeur, chanteur et acteur américain Mort Shuman, mort à 52 ans en 1991 à Londres.
Monuments :
- église paroissiale Saint-Amand.

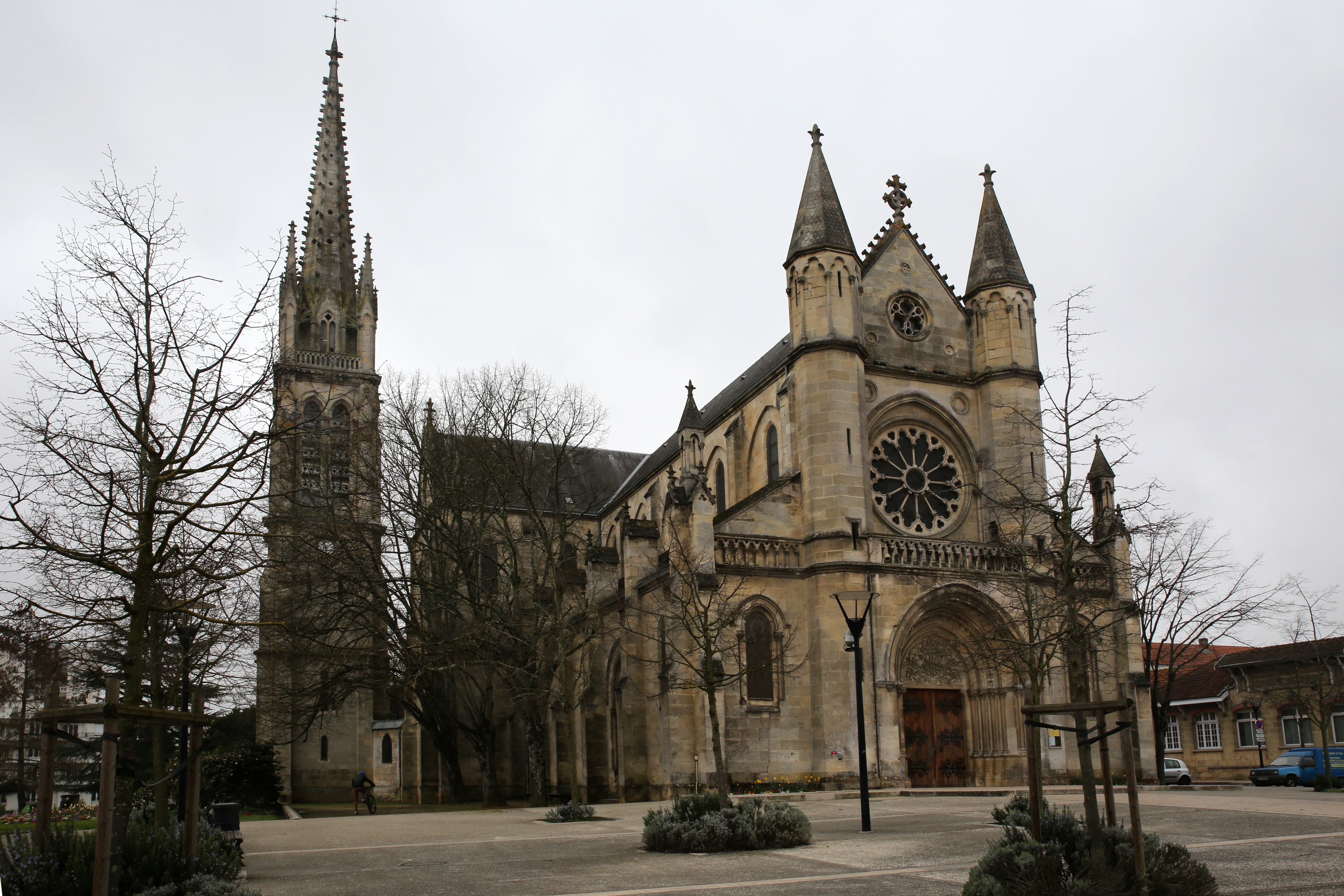
église paroissiale Saint-Amand

Rocade : Sortie  09

## Politique
Eugène Gauthier est maire de Caudéran du 19 mai 1935 au 25 aout 1944. Le 26 aout 1944 une délégation Spéciale prend la mairie. Son nom ne figure pas sur les annales des maires de Caudéran.  Il laisse son nom à la place Eugène-Gauthier de Caudéran.
Pascale Bousquet-Pitt (PS) est la maire-adjointe du quartier de Caudéran. Elle a la capacité de convoquer des conseils de quartier, afin de discuter et de concerter avec les habitants de Caudéran.
Caudéran appartient à la première circonscription de la Gironde, dont Thomas Cazenave (Renaissance) est député depuis 2022.
Caudéran forme aussi le canton de Bordeaux-3, auquel s'ajoute une partie du quartier Saint-Augustin. Géraldine Amouroux et Gerald Carmona sont les conseillers départementaux de ce canton depuis 2021.

## La cité administrative

Tours A et B de la cité administrative située dans le quartier Caudéran

La cité administrative constitue le premier véritable gratte-ciel de Bordeaux. Elle a été dessinée par les architectes Pierre Mathieu et Pierre Calmon.

## Le parc bordelais et son quartier
Son espace vert le plus connu est le parc bordelais, le plus vaste de Bordeaux centre avec 28 hectares.
L’inauguration du parc Bordelais en 1888 entraîna l’urbanisation des quartiers adjacents. De nouvelles rues furent entièrement loties (avenue Carnot, rues du Bocage, Félix-Faure, Marcelin-Jourdan, Mexico, Raymond Bordier...). Chaque riche propriétaire, cherchant à se démarquer de son voisin, fit construire sa maison selon une grande variété de styles, allant du néo-Louis XVI aux Arts Déco en passant par les styles balnéaires et autres.  La maison atelier de Pierre Ferret, bâtie en 1910 à l’angle de l’avenue Carnot et de la rue du Bocage, est sans doute la plus célèbre.

## Le golf bordelais
Inauguré en 1900, le Golf Bordelais est l'un des cinq plus anciens golfs de France.
Le terrain sur lequel le parcours est situé fut successivement un bivouac des armées napoléoniennes, un champ de tir, ainsi qu'un terrain de chasse. En 1927 la société immobilière décide d’acquérir la totalité de la Lande du Pezou afin d'y aménager un parcours de 18 trous.

## Personnalités nées à Caudéran
- Jules de Gères (1817-1878), écrivain et poète.
- Camille Debans (1834-1910), journaliste et romancier.
- Maria Rivière (1844-1918), chanteuse
- Henri Collignon (1856-1915), préfet, héros comme simple soldat de la Première Guerre mondiale.
- Raphaël Delorme (1885-1962), peintre.
- Jean Jacques Conilh de Beyssac (1890-1918), rugbyman mort pour la France.
- Roger Rieu (1896-1936), membre du Comité directeur du parti communiste.
- Armand Faulat (1897-1970), industriel et dernier maire de Caudéran.
- Georges Gusdorf (1912-2000), philosophe.
- Renaud Mary (1918-1977), acteur.
- Christian Plume (1925-2014), journaliste, écrivain et scénariste.
- Louis-René Berge (1927-2013), graveur.
- Hélène Surgère (1928-2011), actrice.
- Philippe Beaussant (1930-2016), musicologue et nouvelliste.
- Gérard César (1934-2024), homme politique.
- Gérard Vergez (né en 1935), réalisateur, scénariste et acteur.
- Philippe Dubourg (1938-2021), homme politique.
- Paul Andreu (né en 1938), architecte spécialiste des constructions aéroportuaires.
- Claude Dagens (né en 1940), évêque émérite d'Angoulême.
- Jean-Luc Nancy (né en 1940), philosophe.
- François Jauffret (né en 1942), joueur de tennis.
- Didier Couécou (né en 1944), footballeur français.
- Bernard de Montferrand (né en 1945), ambassadeur de France en Allemagne.
- Marie-France Vignéras (née en 1946), mathématicienne.
- Christiane Colleney (1949-1993), organiste et compositrice.
- Jean-François Lepetit (né en 1953), producteur et acteur.
- Jean Teulère (né en 1954), cavalier de concours complet.
- Pierre Testas (né en 1957), joueur de football.
- Maxime Tandonnet (1958-2024), haut fonctionnaire, essayiste et biographe
- Bruno Feillet (né en 1959), évêque de Séez.
- Stéphane Richard (né en 1961), haut fonctionnaire et chef d’entreprise.
- Virginie Coupérie-Eiffel (née en 1962), cavalière de sauts d'obstacles.
- Camille Gérondeau (né en 1988), rugbyman.

## Personnalités liées à la commune
- Jean-Louis Gintrac, peintre, dessinateur et lithographe mort à Caudéran
- Mort Shuman possédait une villa à Caudéran, et est inhumé au cimetière des Pins-Francs.
- Jean Boiteux, premier nageur français champion olympique, a résidé à Caudéran.
- Louis Beydts, compositeur, y est mort le 13 mai 1953.
- Sante Garibaldi, militant anti-fasciste et résistant, mort à Caudéran le 4 juillet 1946

## Héraldique
| Blason de Caudéran | Blason  | D’azur aux trois escargots d’argent ordonnés en chevron couché contourné, à la bordure denticulée d’or de dix pièces                                                        |
| Blason de Caudéran | Détails | Les armes de l'ancienne commune (encore visibles sur la façade de la mairie) comportent trois escargots d'argent, le gastéropode ayant contribué à la renommée du quartier. |